# Sing Sing

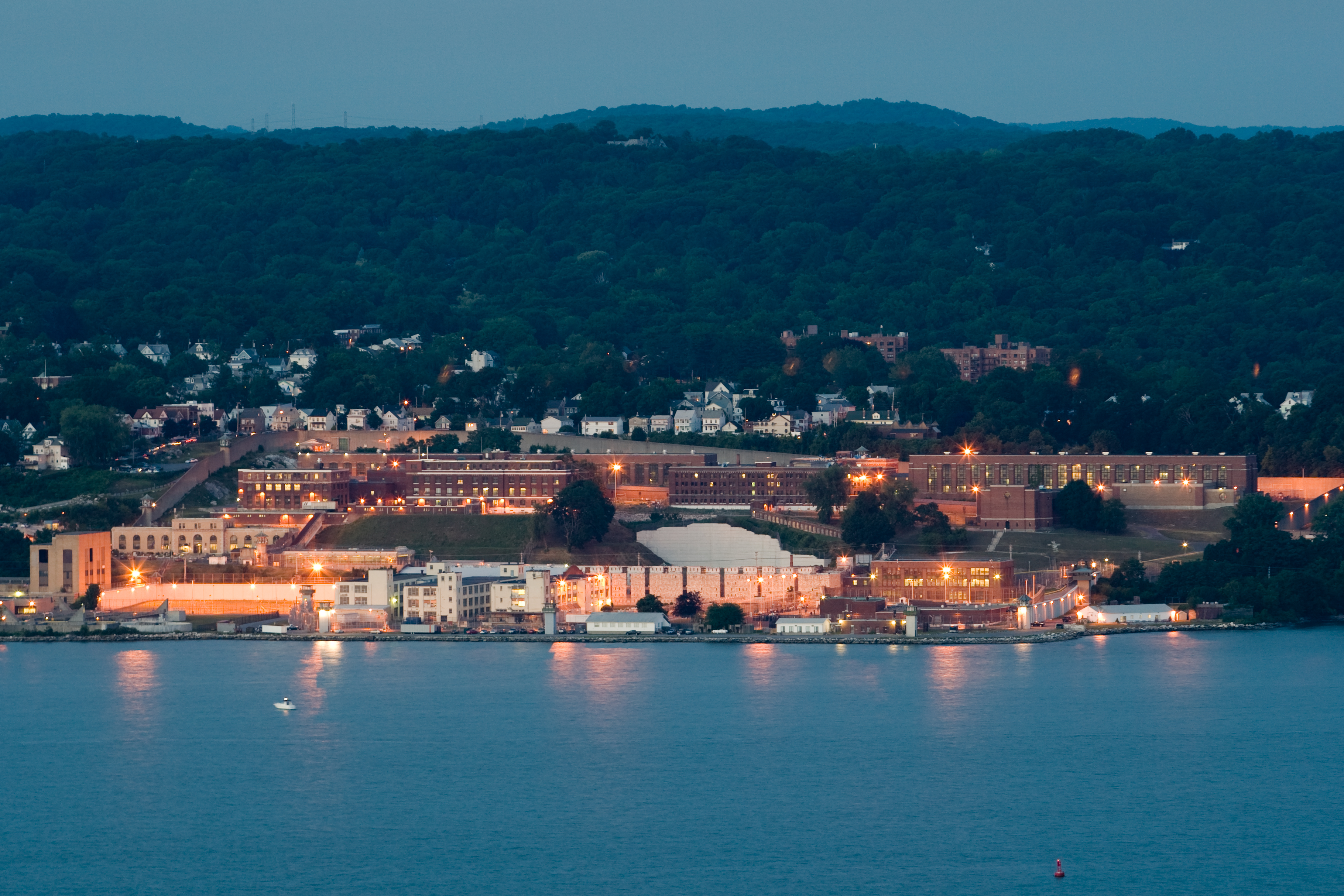
Sing Sing

Sing Sing (Sing Sing Correctional Facility) este o închisoare renumită din SUA. Ea se află în localitatea Ossining, statul New York la circa 50 km de New York City. Închisorea Sing Sing are un regim deosebit de sever „Maximum Security Prison” fiind considerată printre închisorile americane cu cel mai mare grad de siguranță. Sing Sing este situat pe malul râului Hudson, el a fost clădit în secolul XIX de către deținuți. Numle Sing Sing, provine din amerindiană „Sint Sinks” ceea ce ar însemna „Piatră pe piatră”. În închisoare se află azi circa 2.300 deținuți și 750 de persoane de pază și pentru deservirea a închisorii. Între anii 1891 - 1963 aici au fost executați la moarte prin scaun electric, 641 de persoane. Sing Sing împreună cu Alcatraz care între timp a fost închis, este printre cele mai cunoscute închisori din Statele Unite.

## Deținuți renumiți
| Deținut                   | Note                                               |
| ------------------------- | -------------------------------------------------- |
| Frank Abbandando          | ucigaș; 1942 executat la moarte                    |
| Martha Beck               | The Lonely Hearts ucigaș, 1951 executat la moarte  |
| Louis Buchalter           | ucigaș, Inc. 1944 executat la moarte               |
| Louis Capone              | ucigaș, Inc.; 1944 executat la moarte              |
| Monk Eastman              | Eastman Gang                                       |
| Raymond Fernandez         | The Lonely Hearts ucigaș, 1951 executat la moarte  |
| Albert Fish               | Psihopat sexual și ucigaș; 1936 executat la moarte |
| Martin Goldstein          | ucigaș, Inc.; 1941 executat la moarte              |
| Fritz Julius Kuhn         | conducător nazist al Alianței germano-americane    |
| James Larkin              | sindicalist                                        |
| Ethel și Julius Rosenberg | spion, 1953 executat la moarte                     |
| Harry Strauss             | ucigaș, Inc.; 1941 executat la moarte              |
| Richard Whitney           | bancher                                            |
| Joe Valachi               | Pentito în Cosa Nostra                             |
| Emanuel Weiss             | ucigaș, Inc.; 1944 executat la moarte              |